# Francisco Marcos de Velasco y Alvear
Francisco Marcos de Velasco y Alvear (Carasa, Cantabria, 1633 — Amberes, Países Bajo Españoles, 17 de junio de 1693) fue un militar español, gobernador de Amberes en Flandes y I marqués de la Casa Pico de Velasco de Angustina.

## Biografía
Fue nieto de Diego de Velasco y Arce (1564-1617), hijo de Juan de Velasco Angustina casado en segundas nupcias con Eleonor de Alvear y Arredondo, nacida en Ogarrio. Es hermanastro de Diego de Velasco Arce y de Marrón, y ambos descendiente de Pedro Fernández de Velasco. Fue señor del Pico de Velasco de Angustina (Carasa, Cantabria). Empieza a servir en el Ejército a la edad de 14 años. Tras desempeñar la tenencia general de la Caballería de Extremadura, llega a Galicia al Tercio de García para defender a la frontera con Portugal y se hace con el generalato de Artillería del reino de Galicia (1645-1655). Combate en Navarra y después embarca en Pasajes para pasar a Flandes, donde llega en 1668. Al haber obtenido la licencia el Maestre de Campo José García Salcedo y ser nombrado gobernador de Nueva Vizcaya actual México, es nombrado para sucederlo. El Tercio que dirige es un modelo de buena instrucción y de disciplina y recibe el nombre de Escuela de Flandes.
El 6 de noviembre de 1641 es admitido como Caballero de la Orden de Santiago.
En 1678 es nombrado Capitán General del Ejército de Flandes.
El 6 de julio de 1679 toma posesión, como gobernador, de la ciudadela de Amberes.
El 28 de mayo de 1684 es elevado al título de marqués del Pico de Velasco de Angustina.
Está enterrado en la Iglesia de Santiago (Amberes), donde tiene una lápida sepulcral grabada con sus hazañas, al pie de su monumento funerario con una estatua de mármol realizada por Pieter Scheemaeckers, que reza así:

«d.o.m. aquí iace don fran. marcos de velasco marq. / del pico de velasco, cav.del orden de santiago, del consejo / supremo de guerra,
mre de campo gen. gov.º y castellano de / este castillo de amberes: natural de las montañas de burgos. sirvió / a s.m. el espacio de 46
años empeçando de soldado-raso, pasando por los grados de / alférez de mre de campo; de cap.n de infant.a española, de capt.n de
cav. coraças; / cap. de la comp. de coraças de las guardias y gover. dellas del ill.mo señor arzo / bispo  de santiago, que en interin
governava el reyno y exercito de galicia / fuelo de los ex.mos señores don luis poderico; condestable de castilla, gov.s y cap.s generales / que fueron de dicho reyno. sirvió en estos estados a s.m. de comis.º gen.l de la cav.a de / theniente gen. de ella, de donde pa-
ssó a ser cap. gen. de la art.a y despues / el de mre de campo gen.l, gov. y castellano deste referido castillo / de amberes. murió a 17
de junio año 1693. / dexó por sus executores testament.s a los ex.s señores don diego / gomez de espinosa, cav. del orden de santiago y mre de / campo gen. conde de grajal, gen. de la art.a y al / conde de clairmont, del consejo de guerra / en estos estados.»